# Меднянский, Ласло
Ладислав (Ласло) Йозеф Бальтазар Евстахий Меднянский (венг. Mednyánszky László, словац. Ladislav Medňanský, 23 апреля 1852, Бецков — 17 апреля 1919, Вена) — словацкий и венгерский художник.

## Биография

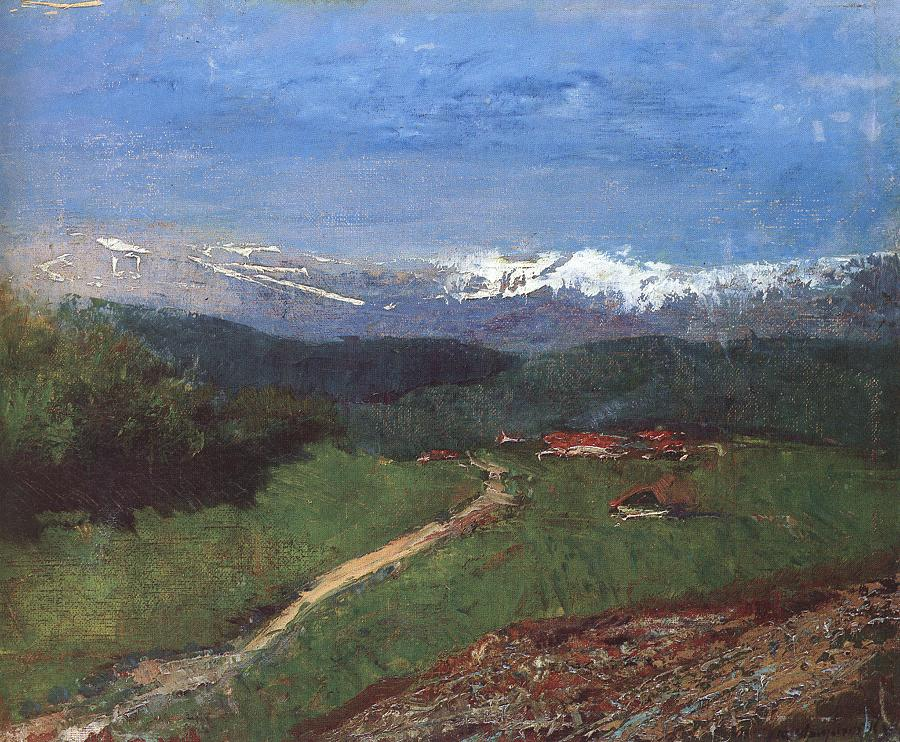
Пейзаж в Альпах (1900), Венгерская национальная галерея, Будапешт

Родился в Бецкове в дворянской семье, барон. Отец — Эдуард Меднянский, мать — Мария Анна Меднянска, урождённая Сирмаи. До 1870 года жил в Словакии, входившей тогда в состав Королевства Венгрия. Пейзажи Высоких Татр впоследствии постоянно встречались в его творчестве. В 1863 году австрийский художник Томас Эндер посетил Бецков и по просьбе родителей Меднянского согласился посмотреть его художественные работы. Позже он дал отзывы на несколько рисунков, посланных ему в Вену.
В 1870 году Меднянский отправился в Золотурн, где готовился к обучению в Швейцарской высшей технической школа Цюриха. В Цюрихе, однако, он не доучился, и в 1872 году поступил в Академию художеств в Мюнхене и проучился там два года. Будучи недовольным стилем преподавания, в 1873 году поступил в Школу изящных искусств в Париже и учился там до 1875 года в классе профессора Изидора Пиля. После смерти Пиля в 1875 году Меднянский снял студию на Монмартре и стал зарабатывать на жизнь художественным творчеством. Он оставался в Париже до 1875 года, познакомившись с современными художественными течениями, такими как импрессионизм и постимпрессионизм. Существенное влияние на его творчество оказала барбизонская школа, а позже он попадал под влияние символизма и ар-нуво.

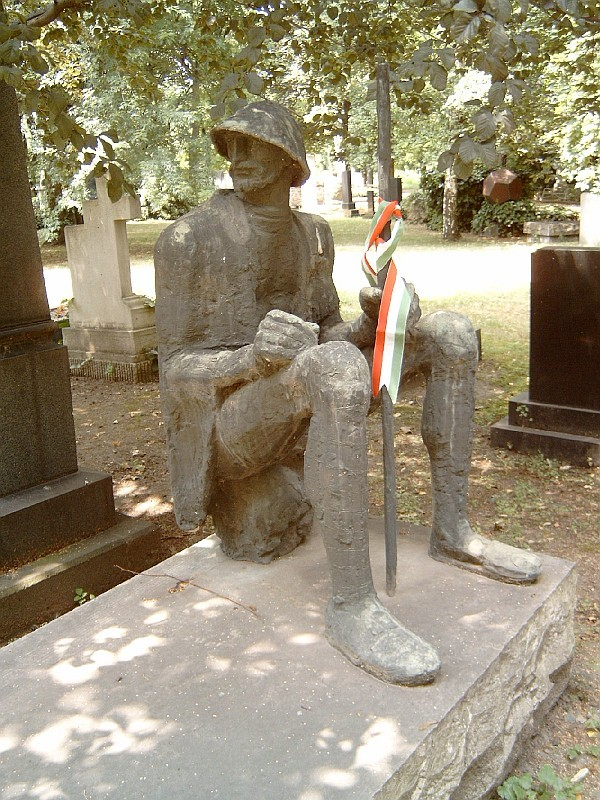
Могила Меднянского

Главной темой творчества Меднянского был пейзаж, самым частым сюжетом — изображение деревьев. Очень часто в его пейзажах встречаются изгиб реки или тропы. иногда уходящей в лес. На пейзажах показано разнообразие погоды; известно, что Меднянский специально наблюдал за погодой и оставлял сведения об этих наблюдениях в своём дневнике, который вёл по-венгерски и по-немецки, записывая слова греческими буквами. Другим постоянно повторяющимся сюжетом его творчества были портреты, часто изображения простых людей, живших там же, где и художник.
Между 1877 и 1889 годом Ласло Меднянский постоянно менял место жительства, проживая поочерёдно в Словакии, Будапеште и Вене. Затем до 1892 года он снова жил в Париже, в основном изображая людей. Его мать умерла в 1883 году, отец — в 1895. После смерти отца художника в работах Меднянского появляется тема смерти.
В 1896, совместно с художниками Арпадом Фести и Енё Барчаи в честь 1000-летия основания венгерского государства участвовал в создании знаменитого монументального полотна (циклорама, или круговая панорама, площадью 1800 кв. м.) под названием «Прибытие (вхождение) мадьяр» (другое название «Обретение Родины»). На круговом живописном полотне было запечатлено две тысячи персонажей.
Около 1900 года он перешёл полностью к пейзажам в стиле импрессионизма, а в последний период творчества, с 1910 года, сдвинулся в сторону символизма, одновременно перейдя к более тщательному исполнению пейзажей.
В 1889 — 1900 годах художник в основном жил в родовом замке Стражки в Словакии, затем всё больше в Будапеште и Вене. В Первую мировую войну он отправился на фронт военным журналистом, был ранен, но в 1916 году снова вернулся на фронт. Он умер в Вене в 1919 году.
Ласло Меднянский считается одним из крупнейших живописцев как Венгрии, так и Словакии. Самые большие собрания его работ находятся в Венгерской национальной галерее в Будапеште и в Словацкой национальной галерее в Братиславе, куда было передано собрание наследников художника.